# Distrikt Anchonga
Der Distrikt Anchonga liegt in der Provinz Angaraes in der Region Huancavelica im südwestlichen Zentral-Peru. Der Distrikt wurde am 5. Januar 1945 gegründet. Er besitzt eine Fläche von 75,4 km². Beim Zensus 2017 wurden 7456 Einwohner gezählt. Im Jahr 1993 lag die Einwohnerzahl bei 5573, im Jahr 2007 bei 7487. Sitz der Distriktverwaltung ist die 3298 m hoch gelegene Ortschaft Anchonga mit 275 Einwohnern (Stand 2017). Anchonga liegt 9,5 km nordnordöstlich der Provinzhauptstadt Lircay.

## Geographische Lage
Der Distrikt Anchonga liegt im ariden Andenhochland im Norden der Provinz Angaraes. Der Fluss Río Urubamba fließt entlang der südöstlichen Distriktgrenze nach Nordosten und entwässert das Areal. Dessen linker Nebenfluss Río Huayanay verläuft entlang der nordwestlichen Distriktgrenze nach Nordosten.
Der Distrikt Anchonga grenzt im Südwesten an den Distrikt Ccochaccasa, im Nordwesten an den Distrikt Yauli (Provinz Huancavelica), im Norden und im Nordosten an den Distrikt Anta (Provinz Acobamba) sowie im Südosten an die Distrikte Huayllay Grande und Lircay.

## Ortschaften
Im Distrikt gibt es neben dem Hauptort folgende größere Ortschaften:
- Alto Marainiyocc (365 Einwohner)
- Buenos Aires Parco (315 Einwohner)
- Chillhua (200 Einwohner)
- Colina (221 Einwohner)
- Huarirumi (260 Einwohner)
- Llancapuquio (210 Einwohner)
- Parco Alto (874 Einwohner)
- San Pablo de Occo (562 Einwohner)
- Santa Ana (211 Einwohner)
- Santa Rosa de Ccochapampa (209 Einwohner)
- Tuco (282 Einwohner)